# Serge Chiesa
Serge Chiesa (Casablanca, 25 dicembre 1950) è un ex calciatore francese, di ruolo centrocampista.

## Caratteristiche tecniche
Era un trequartista dotato di buon dribbling, di tecnica e di visione di gioco. Piccolo fisicamente, era in possesso di una grande intelligenza tattica.

## Carriera

### Club
Chiesa cominciò la carriera, a livello giovanile, con il Montferrand. Effettuò un provino per il Saint-Étienne e sembrò chiaro che sarebbe diventato un calciatore dei Verts. Si trasferì invece all'Olympique Lione, poiché si racconta che il padre conoscesse i dirigenti del club. Motivò la scelta sostenendo che avrebbe avuto maggiore spazio in squadra con la casacca dei Gones. L'11 giugno 1969 giocò il primo incontro con questa maglia: si trattava di una sfida amichevole contro il Milan, che si disputò allo Stade de Gerland (la formazione italiana s'impose per 1-7). Si legò al Lione per quattro anni e, poco tempo dopo, esordì ufficialmente con questa maglia: giocò nel successo per 2-4 sul Bastia, in Corsica. Si affermò come numero 10 indiscusso della squadra, fornendo assist per gli attaccanti Fleury Di Nallo e Bernard Lacombe. Giocò tre finali della Coupe de France, vincendone una (1972-1973) e perdendone due (1970-1971 e 1975-1976). Nell'aprile 1983, fu chiaro che Chiesa non sarebbe più stato un calciatore dell'Olympique Lione. Il 23 maggio successivo, così, terminò la sua militanza nel club, durata quattordici anni.
Questo addio non segnò però la fine della sua carriera: si trasferì infatti all'Orléans, compagine di Division 2. Dopo due stagioni in squadra, passò al Clermont, dove rimase per quattro anni e dove chiuse la sua carriera.

### Nazionale
Chiesa conta 12 presenze e 3 reti per la Francia. Debuttò il 10 settembre 1969, quando fu schierato nel successo per 1-3 sulla Norvegia, a Oslo. Il 19 maggio 1973 arrivò la sua prima rete, nel pareggio per 1-1 contro l'Irlanda. Chiesa viene ricordato per aver lasciato il raduno della selezione francese a pochi giorni da una partita: il 13 novembre 1974, infatti, abbandonò i compagni giustificando la scelta perché soffriva la mancanza della propria famiglia. Per questo, fu punito con una multa e fu sospeso dalla Nazionale per due partite.

## Statistiche

### Presenze e reti nei club
| Stagione        | Club            | Campionato      | Campionato | Campionato | Coppe nazionali | Coppe nazionali | Coppe nazionali | Coppe continentali | Coppe continentali | Coppe continentali | Supercoppe | Supercoppe | Supercoppe | Totale | Totale |
| Stagione        | Club            | Comp            | Pres       | Reti       | Comp            | Pres            | Reti            | Comp               | Pres               | Reti               | Comp       | Pres       | Reti       | Pres   | Reti   |
| --------------- | --------------- | --------------- | ---------- | ---------- | --------------- | --------------- | --------------- | ------------------ | ------------------ | ------------------ | ---------- | ---------- | ---------- | ------ | ------ |
| 1969-1970       | O. Lione        | D1              | 32         | 5          | CF              | ?               | ?               | -                  | -                  | -                  | -          | -          | -          | ?      | ?      |
| 1970-1971       | O. Lione        | D1              | 33         | 6          | CF              | ?               | ?               | -                  | -                  | -                  | -          | -          | -          | ?      | ?      |
| 1971-1972       | O. Lione        | D1              | 37         | 7          | CF              | ?               | ?               | -                  | -                  | -                  | -          | -          | -          | ?      | ?      |
| 1972-1973       | O. Lione        | D1              | 32         | 6          | CF              | ?               | ?               | -                  | -                  | -                  | -          | -          | -          | ?      | ?      |
| 1973-1974       | O. Lione        | D1              | 35         | 15         | CF              | ?               | ?               | CdC                | 4                  | 0                  | SF         | 0          | 0          | ?      | ?      |
| 1974-1975       | O. Lione        | D1              | 31         | 14         | CF              | ?               | ?               | CU                 | 3                  | 0                  | -          | -          | -          | ?      | ?      |
| 1975-1976       | O. Lione        | D1              | 36         | 18         | CF              | ?               | ?               | CU                 | 2                  | 0                  | -          | -          | -          | ?      | ?      |
| 1976-1977       | O. Lione        | D1              | 38         | 13         | CF              | ?               | ?               | -                  | -                  | -                  | -          | -          | -          | ?      | ?      |
| 1977-1978       | O. Lione        | D1              | 37         | 10         | CF              | ?               | ?               | -                  | -                  | -                  | -          | -          | -          | ?      | ?      |
| 1978-1979       | O. Lione        | D1              | 36         | 9          | CF              | ?               | ?               | -                  | -                  | -                  | -          | -          | -          | ?      | ?      |
| 1979-1980       | O. Lione        | D1              | 29         | 2          | CF              | ?               | ?               | -                  | -                  | -                  | -          | -          | -          | ?      | ?      |
| 1980-1981       | O. Lione        | D1              | 36         | 9          | CF              | ?               | ?               | -                  | -                  | -                  | -          | -          | -          | ?      | ?      |
| 1981-1982       | O. Lione        | D1              | 36         | 3          | CF              | ?               | ?               | -                  | -                  | -                  | -          | -          | -          | ?      | ?      |
| 1982-1983       | O. Lione        | D1              | 27         | 3          | CF              | ?               | ?               | -                  | -                  | -                  | -          | -          | -          | ?      | ?      |
| Totale O. Lione | Totale O. Lione | Totale O. Lione | 475        | 120        |                 | ?               | ?               |                    | 9                  | 0                  |            | 0          | 0          | ?      | ?      |
| 1983-1984       | Orléans         | D2              | 34         | 6          | CF              | ?               | ?               | -                  | -                  | -                  | -          | -          | -          | ?      | ?      |
| 1984-1985       | Orléans         | D2              | 30         | 5          | CF              | ?               | ?               | -                  | -                  | -                  | -          | -          | -          | ?      | ?      |
| Totale Orléans  | Totale Orléans  | Totale Orléans  | 64         | 11         |                 | ?               | ?               |                    | -                  | -                  |            | -          | -          | ?      | ?      |
| 1985-1986       | Clermont        | D3              | 30         | 2          | CF              | ?               | ?               | -                  | -                  | -                  | -          | -          | -          | ?      | ?      |
| 1986-1987       | Clermont        | D3              | 24         | 3          | CF              | ?               | ?               | -                  | -                  | -                  | -          | -          | -          | ?      | ?      |
| 1987-1988       | Clermont        | D3              | 28         | 6          | CF              | ?               | ?               | -                  | -                  | -                  | -          | -          | -          | ?      | ?      |
| 1988-1989       | Clermont        | D2              | 10         | 0          | CF              | ?               | ?               | -                  | -                  | -                  | -          | -          | -          | ?      | ?      |
| Totale Clermont | Totale Clermont | Totale Clermont | 92         | 11         |                 | ?               | ?               |                    | -                  | -                  |            | -          | -          | ?      | ?      |
| Totale          | Totale          | Totale          | 631        | 142        |                 | ?               | ?               |                    | 9                  | 0                  |            | 0          | 0          | ?      | ?      |

### Cronologia presenze e reti in Nazionale
| Cronologia completa delle presenze e delle reti in nazionale ― Francia | Cronologia completa delle presenze e delle reti in nazionale ― Francia | Cronologia completa delle presenze e delle reti in nazionale ― Francia | Cronologia completa delle presenze e delle reti in nazionale ― Francia | Cronologia completa delle presenze e delle reti in nazionale ― Francia | Cronologia completa delle presenze e delle reti in nazionale ― Francia | Cronologia completa delle presenze e delle reti in nazionale ― Francia | Cronologia completa delle presenze e delle reti in nazionale ― Francia |
| Data                                                                   | Città                                                                  | In casa                                                                | Risultato                                                              | Ospiti                                                                 | Competizione                                                           | Reti                                                                   | Note                                                                   |
| ---------------------------------------------------------------------- | ---------------------------------------------------------------------- | ---------------------------------------------------------------------- | ---------------------------------------------------------------------- | ---------------------------------------------------------------------- | ---------------------------------------------------------------------- | ---------------------------------------------------------------------- | ---------------------------------------------------------------------- |
| 10-9-1969                                                              | Oslo                                                                   | Norvegia                                                               | 1 – 3                                                                  | Francia                                                                | Qual. Mondiali 1970                                                    | -                                                                      |                                                                        |
| 15-10-1969                                                             | Solna                                                                  | Svezia                                                                 | 2 – 0                                                                  | Francia                                                                | Qual. Mondiali 1970                                                    | -                                                                      |                                                                        |
| 8-4-1970                                                               | Rouen                                                                  | Francia                                                                | 1 – 1                                                                  | Bulgaria                                                               | Amichevole                                                             | -                                                                      |                                                                        |
| 3-5-1970                                                               | Basilea                                                                | Svizzera                                                               | 2 – 1                                                                  | Francia                                                                | Amichevole                                                             | -                                                                      |                                                                        |
| 13-10-1972                                                             | Parigi                                                                 | Francia                                                                | 1 – 0                                                                  | Unione Sovietica                                                       | Qual. Mondiali 1974                                                    | -                                                                      |                                                                        |
| 19-5-1973                                                              | Parigi                                                                 | Francia                                                                | 1 – 1                                                                  | Irlanda                                                                | Qual. Mondiali 1974                                                    | 1                                                                      |                                                                        |
| 26-5-1973                                                              | Mosca                                                                  | Unione Sovietica                                                       | 2 – 0                                                                  | Francia                                                                | Qual. Mondiali 1974                                                    | -                                                                      |                                                                        |
| 8-9-1973                                                               | Parigi                                                                 | Francia                                                                | 3 – 1                                                                  | Grecia                                                                 | Amichevole                                                             | 1                                                                      |                                                                        |
| 13-10-1973                                                             | Gelsenkirchen                                                          | Germania Ovest                                                         | 2 – 1                                                                  | Francia                                                                | Amichevole                                                             | -                                                                      |                                                                        |
| 21-11-1973                                                             | Parigi                                                                 | Francia                                                                | 3 – 0                                                                  | Danimarca                                                              | Amichevole                                                             | -                                                                      |                                                                        |
| 23-3-1974                                                              | Parigi                                                                 | Francia                                                                | 1 – 0                                                                  | Romania                                                                | Amichevole                                                             | -                                                                      |                                                                        |
| 27-4-1974                                                              | Praga                                                                  | Cecoslovacchia                                                         | 3 – 3                                                                  | Francia                                                                | Amichevole                                                             | 1                                                                      |                                                                        |
| Totale                                                                 |                                                                        | Presenze                                                               | 12                                                                     |                                                                        | Reti                                                                   | 3                                                                      |                                                                        |

## Palmarès

### Club

#### Competizioni nazionali
- Coppa di Francia: 1

Olympique Lione: 1972-1973